# Seán Tobin
Seán Tobin (* 20. Juli 1994) ist ein irischer Leichtathlet, der im Mittel- und Langstreckenlauf an den Start geht.

## Sportliche Laufbahn und Leben
Erste internationale Erfahrungen sammelte Séan Tobin beim Europäischen Olympischen Jugendfestival (EYOF) in Trabzon, bei dem er im 3000-Meter-Lauf mit 8:29,91 min den vierten Platz belegte. Im Jahr darauf schied er bei den Juniorenweltmeisterschaften in Barcelona mit 3:49,11 min in der Vorrunde über 1500 Meter aus. 2013 wurde er bei den Junioreneuropameisterschaften in Rieti in 3:45,73 min Vierter im 1500-Meter-Lauf und schied über 800 Meter mit 2:12,66 min im Vorlauf aus. 2019 verpasste er bei den Halleneuropameisterschaften in Glasgow mit 7:56,27 min den Finaleinzug über 3000 Meter und anschließend erreichte er bei den Crosslauf-Weltmeisterschaften in Aarhus nach 34:33 min Rang 61 und im Dezember wurde er dann bei den Crosslauf-Europameisterschaften in Lissabon nach 31:11 min 17. 2021 klassierte sich bei den Halleneuropameisterschaften in Toruń mit 7:58,11 min auf dem elften Platz. Bei den Crosslauf-Europameisterschaften 2024 in Antalya wurde er nach 24:02 min 63. im Einzelrennen und bei den Straßenlauf-Europameisterschaften 2025 in Löwen gelangte er nach 29:22 min auf den 41. Platz im 10-km-Straßenlauf.
2017 wurde Tobin irischer Meister im 1500-Meter-Lauf und 2020 siegte er über 10.000 Meter sowie 2024 im 10-km-Straßenlauf. 2025 wurde er Hallenmeister im 3000-Meter-Lauf.

## Persönliche Bestleistungen
- 1500 Meter: 3:41,80 min, 17. Mai 2017 in Swarthmore
  - 1500 Meter (Halle): 3:41,87 min, 3. Februar 2018 in New York City
- Meile: 3:57,00 min, 18. Juli 2017 in Cork
  - Meile (Halle): 3:58,28 min, 3. Februar 2018 in New York City
- 3000 Meter: 7:45,46 min, 22. September 2020 in Barcelona
  - 3000 Meter (Halle): 7:47,71 min, 6. März 2021 in Toruń
- 5000 Meter: 13:33,93 min, 23. Mai 2021 in Gateshead
  - 5000 Meter (Halle): 13:38,37 min, 14. Februar 2025 in Boston
- 10.000 Meter: 28:27,16 min, 6. Mai 2022 in San Juan Capistrano
- 10-km-Straßenlauf: 29:06 min, 20. April 2019 in New Orleans